# Builder.ai
Builder.ai（ビルダー・ドット・エーアイ、別名称: Engineer.ai Corporation）は、かつて存在したスマートフォン・アプリケーション開発企業である。主に英国と米国に拠点を置いていたほか、シンガポールおよびインドにも小規模な子会社が置かれていた。AI（人工知能）を活用してアプリ開発のスピードを大幅に向上させていると主張しており、2023年にはカタール投資庁の資金調達ラウンドで約15億ドルの評価を受けていたが、自社の保有するAI能力の誇張や、財務状況の虚偽報告などにかんする疑惑が問題となったのち、2025年に倒産手続きを開始するに至った。

## 事業と破綻までの経緯
Builder.ai はAI（人工知能）を用いることによりウェブサイトやアプリの作成を「ピザを頼むのと同じくらい簡単に」できるようになると宣伝して、投資家を引き付けていた。
しかし2019年、同社がマーケティング上開発の過程においてAIを用いていると広告していたこととは裏腹に、コーディング作業のほとんどがAIではなく人間のエンジニアにより行われていたことが、ウォール・ストリート・ジャーナルにより報道された。
他方、2023年にはマイクロソフトやカタール投資庁などの投資家から2億5000万ドルの資金調達を受けていた。当初マイクロソフトは、Builder.ai の技術を同社の Azure ソフトウェアに統合することを計画していた。
2025年5月、Builder.ai がもう一つのインド企業 VerSe との間で循環取引を行っていることが、ブルームバーグ・ニュースによって告発された。VerSe 共同創設者の Umang Bedi はこの主張を否定し、Builder.ai 側はコメントを控えた。ブルームバーグによれば、両社がアプリ開発サービスとマーケティング・サービスというそれぞれのサービスに対して互いに同じ金額を支払うことで、Builder.ai の2021年から2024年までの間の収益データの水増しが慣行として行われてきたという。別の報道では、同社の売上高が20パーセント以上水増しされたとしている。2025年、同社は2023年以降の財務状況を検証する監査人を雇った。同社は2024年半ばには、2024年下半期の収益予想を25パーセント引き下げていた。
2025年2月27日、サチン・デブ・デュガルが同社のCEOを辞任することが発表され、Manpreet Ratia が次期CEOに指名された。デュガルの取締役としての地位と称号「チーフ・ウィザード」は維持された。加えて同年に、取締役の議席数を9席から5席に減らし、さらにデュガルに対してはもともと保有していた5議席のうち4議席を放棄することが要求された。5月20日、Ratia は社内会議にて従業員に対し、会社資金が枯渇し、同社が破産手続きに入ることを通達した。そして同社は、従業員の80パーセントに当たる約1000人ほどを解雇するに至った。2025年初頭には、多額の負債と資金残高の不足に対応するため、一部の株主が7500万ドルを同社に投じていた。
2025年5月、同社は倒産手続きに入ることを発表した。フィナンシャル・タイムズは、2024年10月に借り入れた5000万ドルが債権者によって差し押さえられたことがきっかけとなったとしている。一方デュガルは出資者に対して会社を買い戻しができないかを模索している。